# Przysiek (powiat radziejowski)
Przysiek – wieś w Polsce położona w województwie kujawsko-pomorskim, w powiecie radziejowskim, w gminie Dobre.

## Podział administracyjny
W latach 1975–1998 miejscowość administracyjnie należała do województwa włocławskiego. Wieś sołecka (zobacz BIP).

## Demografia
Według Narodowego Spisu Powszechnego (III 2011 r.) liczyła 387 mieszkańców. Jest czwartą co do wielkości miejscowością gminy Dobre.